# Europese Landschapsconventie
De Europese Landschapsconventie (ook wel het Verdrag van Florence genoemd) is een verdrag van de Raad van Europa en het eerste internationale verdrag waar het thema landschap integraal behandeld wordt. De conventie werd opgesteld in het jaar 2000 in Florence. In 2005 werd de conventie van kracht in Nederland en België.
Het doel van dit verdrag is het bevorderen van de bescherming, het beheer en de inrichting van landschappen en het organiseren van Europese samenwerking op dit gebied. De Europese landen hebben zich hiermee onder meer verplicht landschappen te erkennen als uitdrukking van de diversiteit van hun gezamenlijk cultureel en natuurlijk erfgoed, en een beleid te hebben gericht op de bescherming en het beheer van het landschap.
Elk land dient maatregelen te treffen onder andere op het gebied van de bewustmaking van organisaties en overheden van de waarde van landschappen, training en onderwijs te bevorderen, landschappen te identificeren, bijzondere waarden vast te stellen en kwaliteitsdoelstellingen te omschrijven. Voor de uitvoering is men verplicht instrumenten in te voeren gericht op de bescherming, het beheer en/of de inrichting van het landschap.
Daarnaast is er nog een hoofdstuk over Europese samenwerking op dit terrein.
In Nederland is naar aanleiding van dit verdrag het Landschapsmanifest tot stand gekomen. Dit bestaat uit 49 maatschappelijke organisaties die samen vinden dat het thema landschap hoger op de agenda moet komen. Het Planbureau voor de Leefomgeving (PBL) heeft in haar rapport 'Zorg voor Landschap' uit 2019 het standpunt van de Wageningse rechtswetenschapper Kistenkas overgenomen. Hij stelde dat het ontbreken van een wettelijke landschapstoets mogelijk strijdig kan zijn met de verplichtingen die voortvloeien uit dit verdrag.